# Miconia demissifolia
Miconia demissifolia är en tvåhjärtbladig växtart som beskrevs av John Julius Wurdack. Miconia demissifolia ingår i släktet Miconia och familjen Melastomataceae. IUCN kategoriserar arten globalt som sårbar. Inga underarter finns listade i Catalogue of Life.